# Скеледром

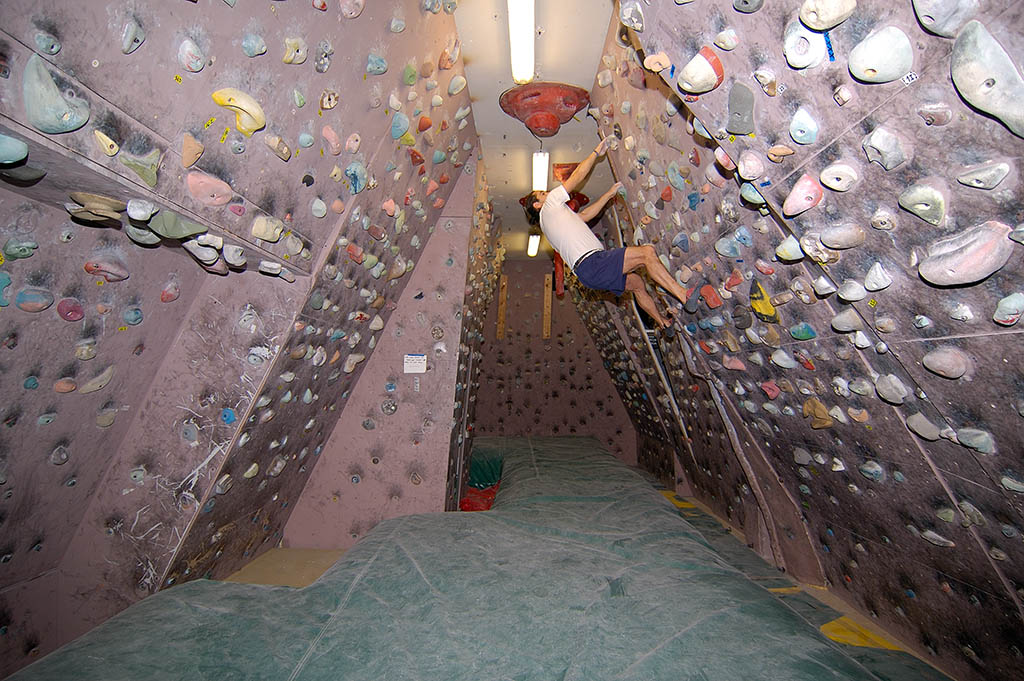
Скеледром для болдерингу

Скеледром — штучна споруда з зачіпками для рук та ніг, що зазвичай використовується для скелелазіння у закритому просторі, проте може бути встановлена й на вулиці. Початково скеледром був імітацією скель для тренувань у холодну погоду та коли не має можливості дістатися природних скель. Зараз скелелазіння може повністю відбуватися на штучному стенді. Цегляні або бетонні скеледроми були поширені раніше, проте сучасні зазвичай будуються з фанери з отворами для кріплення зачіпок. Поверхня скеледрому може мати додаткове покриття з текстурою. Скеледром може бути високим для лазіння з мотузками або низьким для болдерингу. 
Для закріплення зачіпок болтами в кожний отвір встановлюється опорна гайка (що має назву "бульдог"). Також зачіпки можуть кріпитися на фанерні стіни за допомогою шурупів. 

## Історія
Перші штучні скеледроми являли собою звичайну бетонну стіну з виступами, зробленими з каменів. Вважається, що перший штучний скеледром Schurman Rock зі справжніх каменюк був побудований біля Сіетлу, США. 
У 1964 році Дон Робінсон, викладач фізичного виховання в Університеті Лідс, зробив скеледром у своєму закладі із стіни в коридорі. Перший комерційний скеледром було відкрито у Шеффілді, відомому центрі скелелазіння.
Перші скеледроми в Україні були відкриті при університетах - НАУ, ХПІ, ХАІ та інші.

## Опис
Скеледром створюється шляхом закріплення спеціальних зачіпок на вертикальних і похилих стінах.
Поширений у Франції, інших країнах Західної Європи, де популярність скелелазіння стрімко набирає обертів, а також, останнім часом — в Україні.

## Фототека

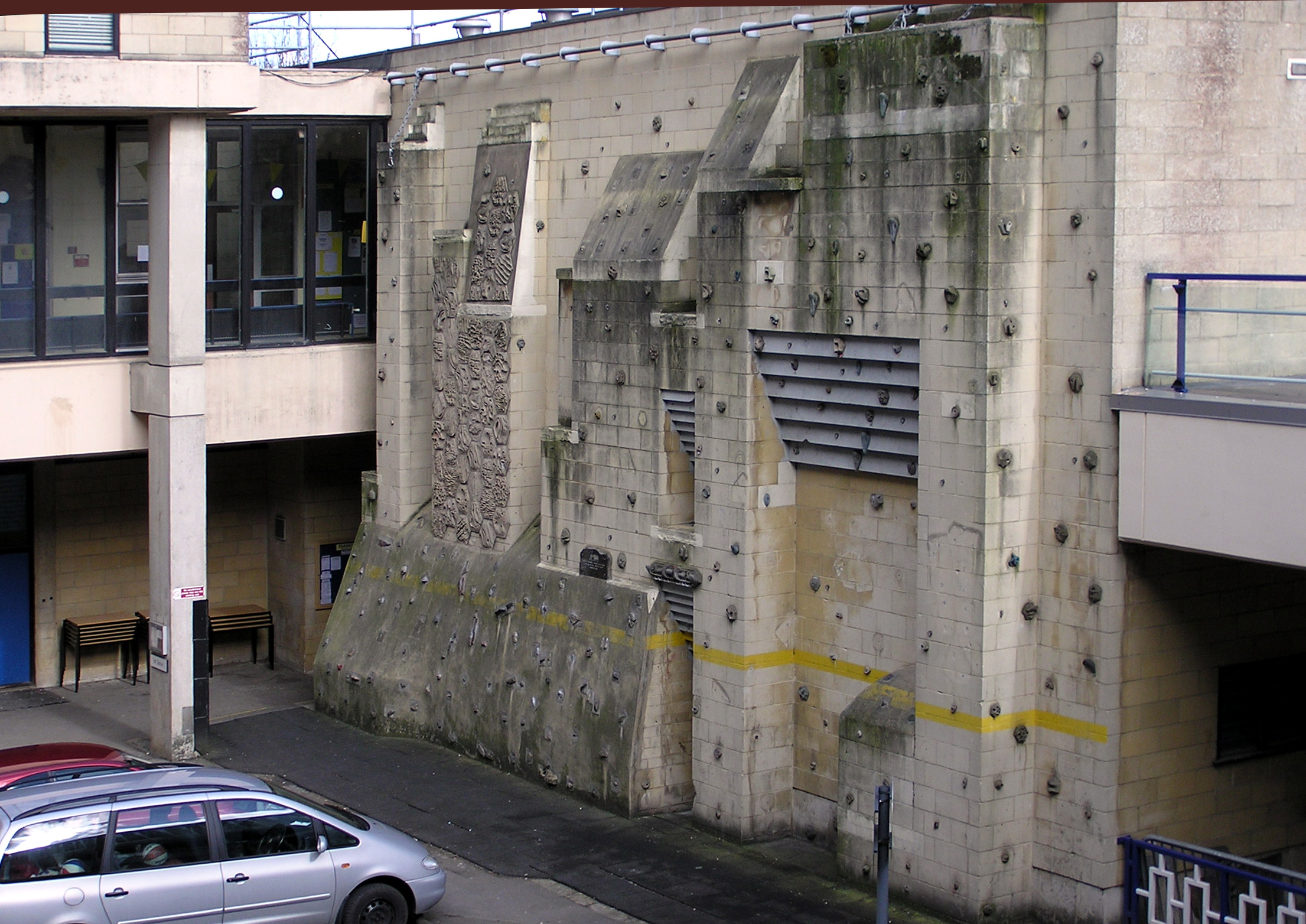
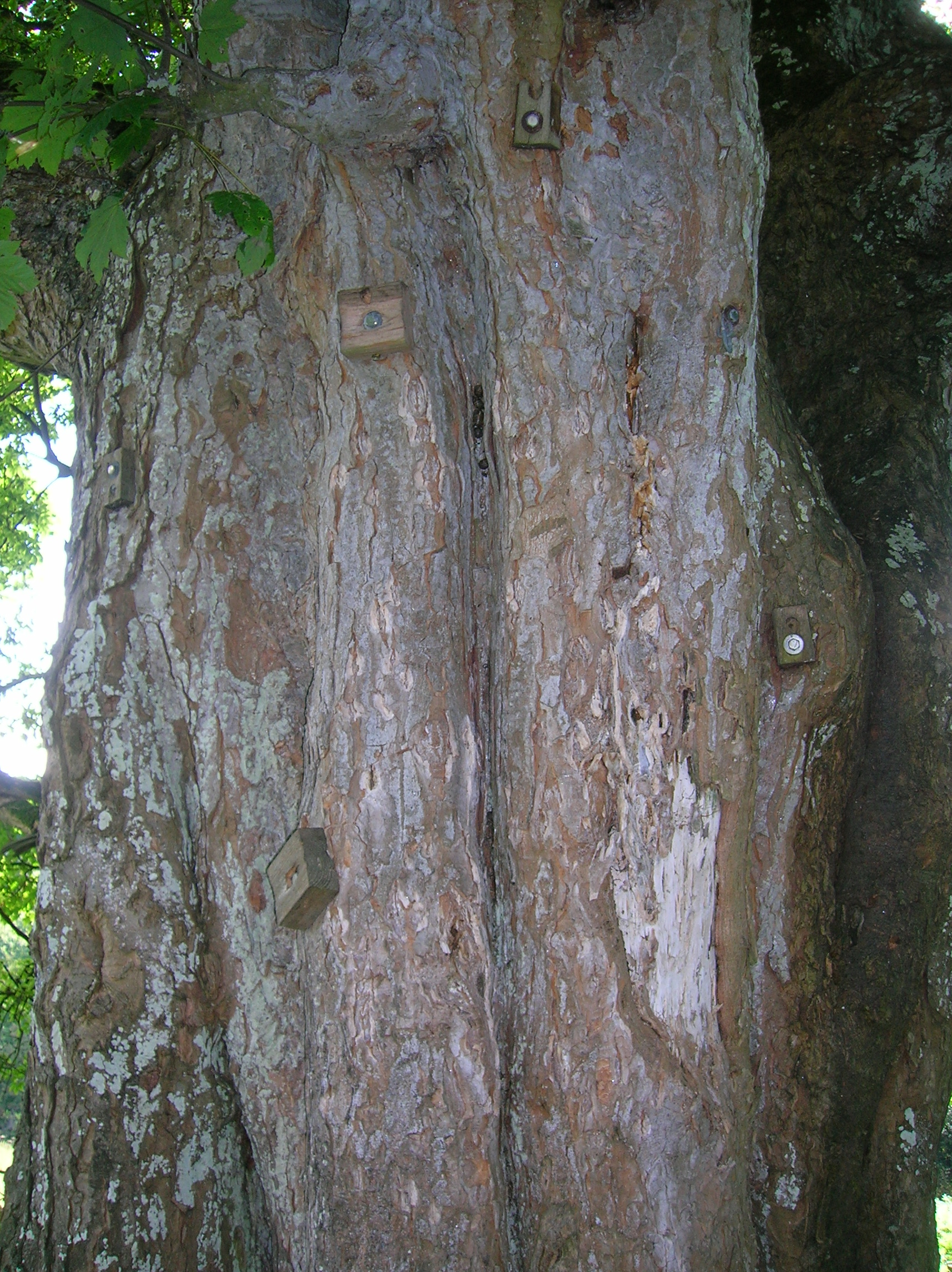
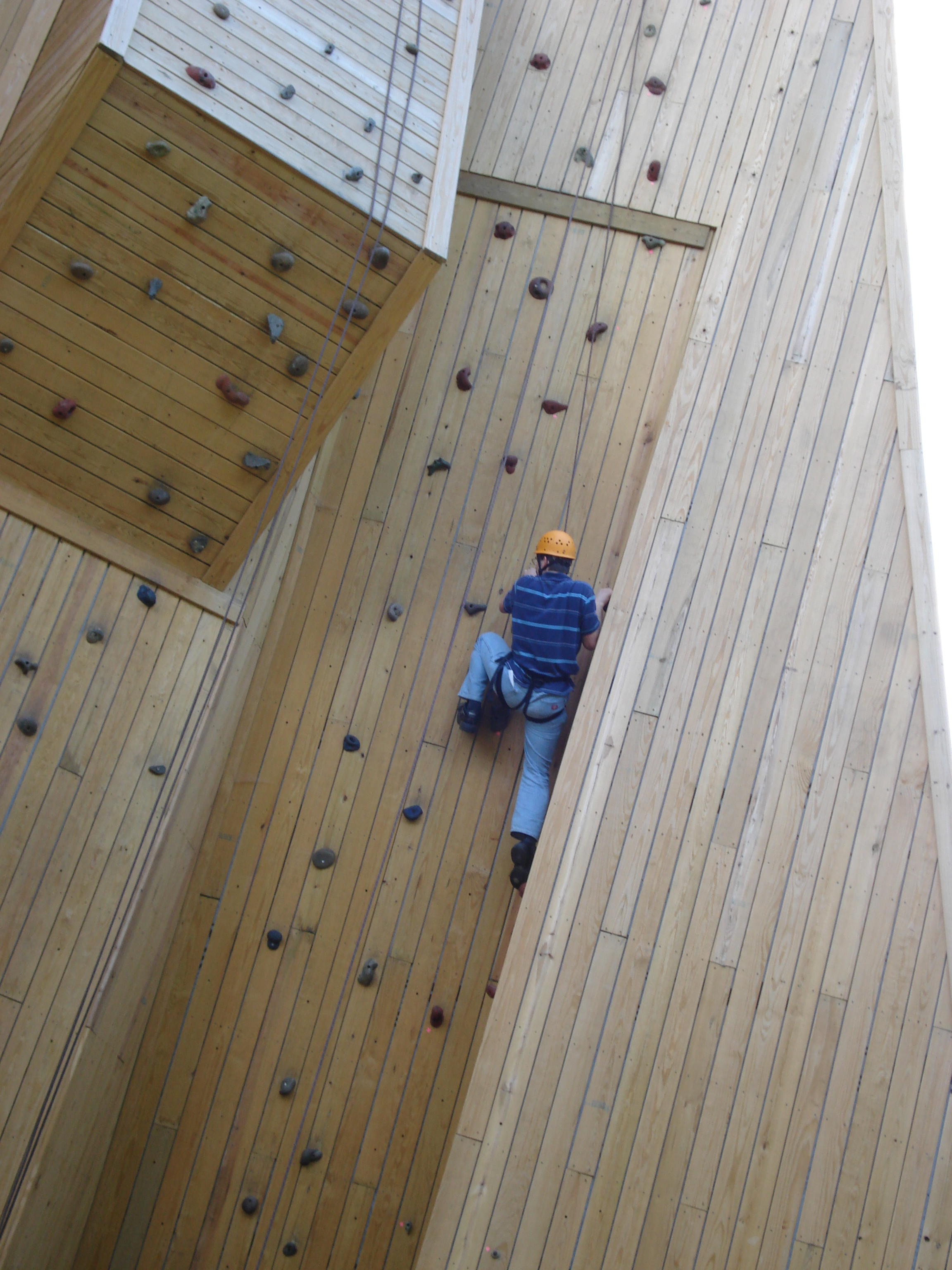
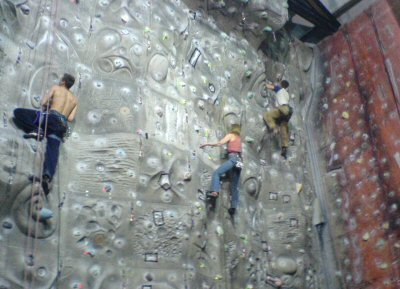
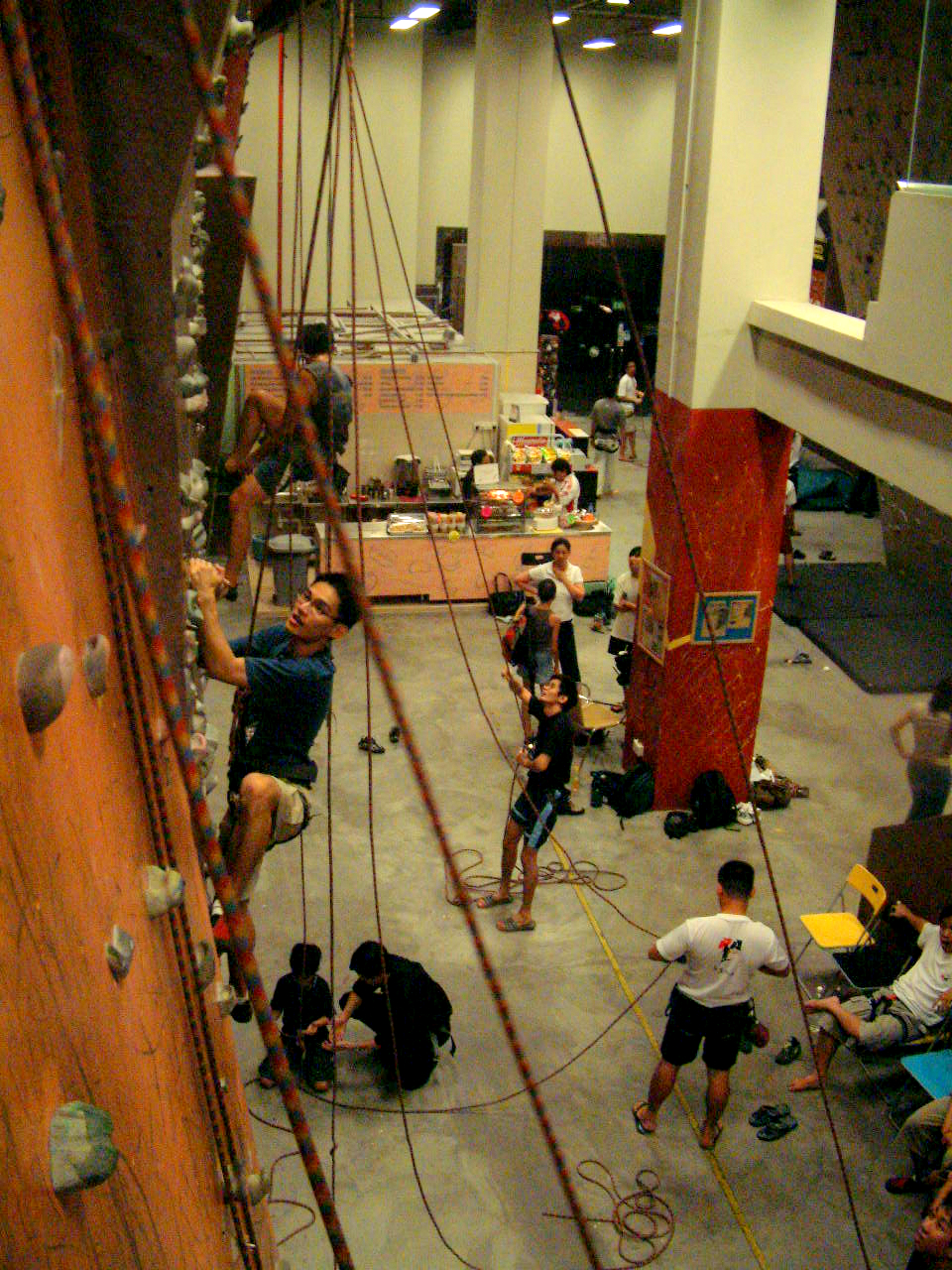
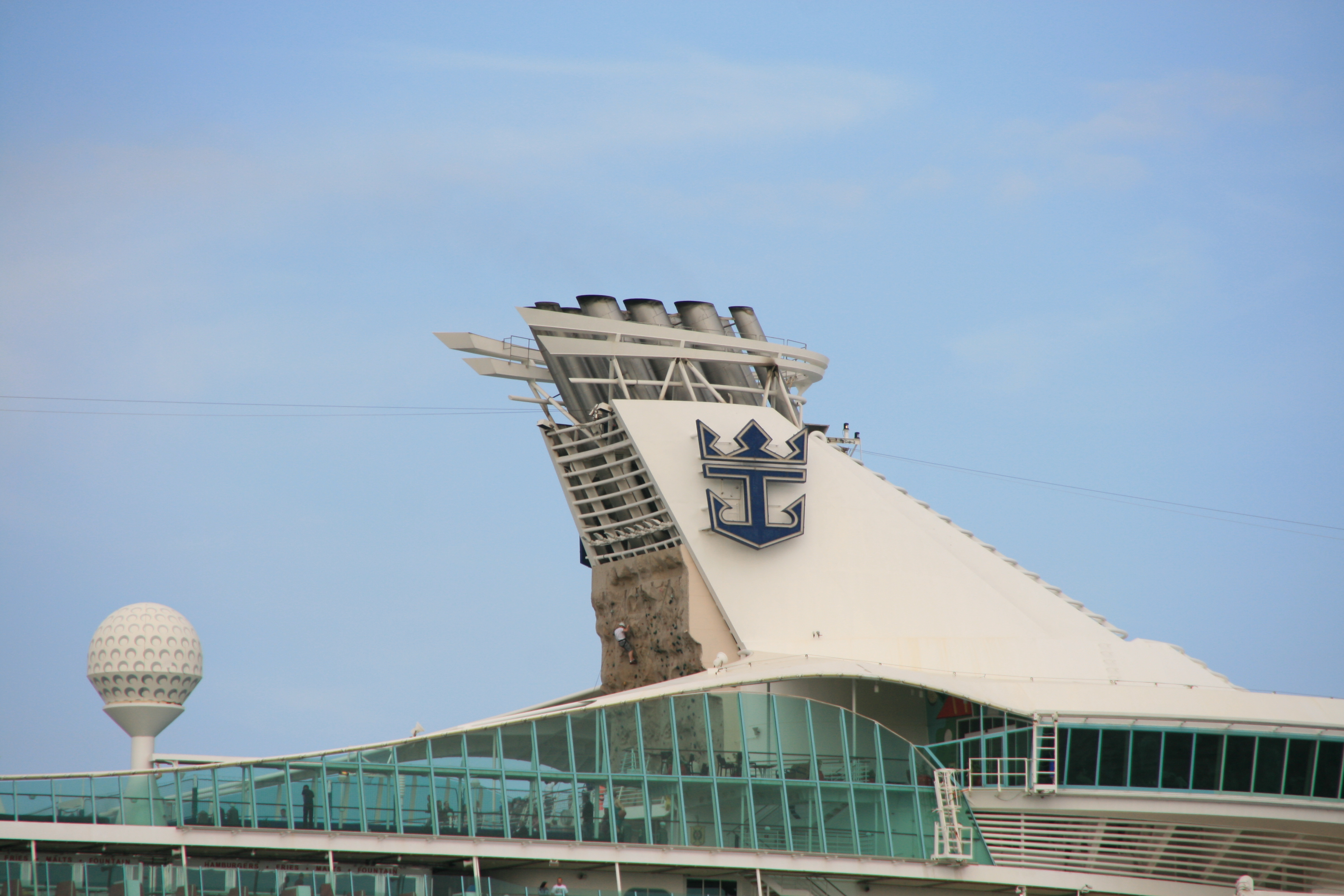

## Ресурси Інтернету
Вікісховище має мультимедійні дані за темою: Скеледром